# Nitzelbach (Eder)
Der Nitzelbach ist ein etwa 10,6 km langer, nordwestlicher und orografisch linksseitiger Zufluss der Eder im Landkreis Waldeck-Frankenberg in Nordhessen.

## Verlauf und Einzugsgebiet
Der Nitzelbach entspringt auf der Ostabdachung des Rothaargebirges im zum Hinterländer Ederbergland gehörenden „Elbrighäuser Wald“. Seine Quelle liegt rund 500 m östlich des auf einem landwirtschaftlich genutzten Hochplateau gelegenen Bromskirchener Ortsteils Neuludwigsdorf auf etwa 515 m ü. NN.
Anfangs fließt der Bach in bewaldetem Tal im „Naturschutzgebiet Nitzelbachtal“ überwiegend in Richtung Südosten und wechselt dabei vom Bromskirchener in das Allendorfer Gemeindegebiet über. Etwa bei Passieren des westlich oberhalb vom Bach liegenden Naturschutzgebiets „Battenfelder Driescher“ verläuft er ein kurzes Stück durch das auch zum „Hinterländer Ederbergland“ gehörende „Hatzfelder Bergland“. Dann wechselt er kurzzeitig in die zur Waldstruth gehörende „Breite Struth“ über, um anschließend das Naturschutzgebiet „Nitzelbachtal“ zu verlassen und endgültig im „Frankenberger Grund“ zu fließen. Nach Unterqueren der Bahnstrecke Bad Berleburg–Allendorf verläuft er durch den Allendorfer Ortsteil Battenfeld.
Schließlich mündet der Nitzelbach nach Durchfließen von Battenfeld auf etwa 295 m ü. NN in den Fulda-Zufluss Eder; seiner Mündung südöstlich gegenüber, und damit jenseits der Eder, verläuft die Bundesstraße 253.
Das Einzugsgebiet des Nitzelbachs ist 8,397 km² groß.